# Roman national
 (novembre 2024).

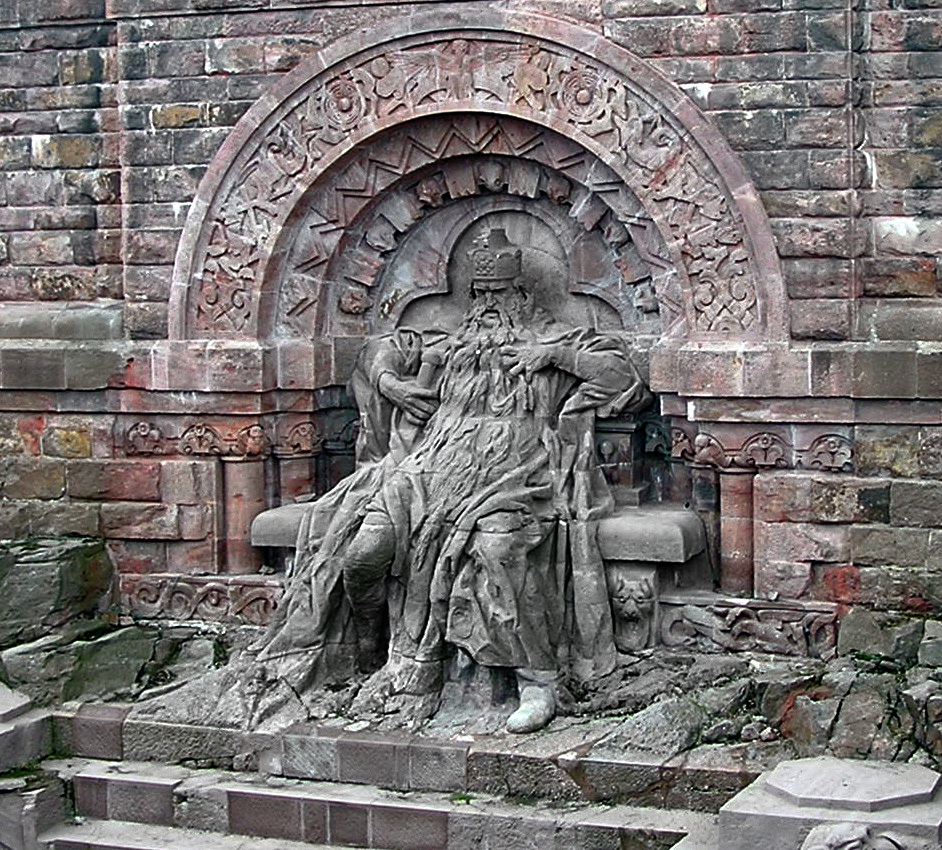
Partie du Kyffhäuserdenkmal en Allemagne.

Le roman national, ou récit national, est la narration romancée qu'une nation offre de sa propre histoire. Dotée d'ajouts d'origine fictive, elle participe à l'identité nationale. Le roman national est le fruit de l'amalgame d'épisodes historiques plus ou moins héroïques ou légendaires qui mettent en lumière des valeurs considérées comme essentielles par la nation. Il se construit au fil des siècles par la sédimentation d'une imagerie populaire, aussi bien dans la littérature que dans des arts visuels comme la peinture ou la sculpture.

## Histoire
Le roman national, souvent appelé récit national par ses partisans, se construit avec la montée du nationalisme romantique au XIXe siècle. C'est à cette époque que le sentiment national est propice à l'élaboration de ce type de narration. Les romans nationaux se multiplient à la faveur d'essais ou d'ouvrages qui réécrivent l'histoire. Michelet écrit un ouvrage sur Jeanne d'Arc afin de romancer sa vie, Vercingétorix devient un héros français sous le Second Empire.
Le roman national est présent dans la culture de différents pays depuis au moins le XIXe siècle  mais sa critique date des années 1930, tandis que l'expression roman national n'apparaît qu'en 1992, dans Les Lieux de mémoire de Pierre Nora,.
En France, c'est une "vision" personnifiée et fantasmée de l'histoire, érigée dans la seconde moitié du XIXe siècle, avec la montée des nationalismes, via la figure de "grands hommes", ou de figures comme Vercingétorix ou Jeanne d’Arc, approche qui n’existe plus dans aucun programme scolaire ou universitaire, selon Antonin Plarier, maître de conférence en histoire contemporaine à l’université Lyon 3. Le « récit national » s’exprime dans les manuels de l’historien positiviste Ernest Lavisse, utilisés entre 1884 et les années 1950, qui déroulent des récits de conquêtes, d’épopées et de personnalités : Vercingétorix, Charlemagne, Jeanne d’Arc, Napoléon.
Dans les années 1930 l'École des Annales, fondée par les historiens Lucien Febvre et Marc Bloch, remet en cause les récits historiques linéaires, faits d'une succession d'événements et centrés sur les grands hommes, et se consacre au temps long et aux problématiques sous-jacentes. Dans l'après-guerre, Fernand Braudel, Georges Duby et d'autres poursuivent ces travaux sur l'histoire sociale et économique, au-delà des simples événements. Dans les années 1960-1970, les historiens se démarquent nettement du roman national français en abordant des thèmes jusque là passés sous silence car peu glorieux, comme la traite des Noirs, la colonisation et ses excès, ou le régime de Vichy.
En France, il faut attendre la fin du XXe siècle et le XXIe pour que le renoncement au roman national se traduise dans les propos de plusieurs personnalités politiques, renoncement qui n'est pas unanime.

## Fonctions

### Valorisation du groupe
La première fonction du roman national est la valorisation du groupe. Ainsi, les manuels scolaires de la Troisième République française exaltaient-ils les grands penseurs des Lumières françaises, comme Montesquieu, Voltaire, Condorcet, etc., en en faisant des représentants du génie français.
La valorisation du groupe peut passer par l'évocation d'ancêtres prestigieux plus ou moins légendaires. Afin de définir la Turquie en tant que république laïque et ouverte sur la modernité, Mustafa Kemal Atatürk décida de mettre en valeur l'héritage des Hittites de l'Antiquité plutôt que celle de l'Empire ottoman islamique. L'Iran gouvernée par la dynastie Pahlavi, moderniste et laïque, fit référence au passé pré-chiite aryen du pays ; une fois la Révolution islamique iranienne de 1979 finie, le nouveau régime mit en valeur les traditions chiites du pays.

### Différenciation du groupe
La deuxième fonction du roman national est de différencier le groupe national vis-à-vis des autres nations. Les manuels d'Ernest Lavisse visaient à définir un esprit français, à partir de la culture française et de ses productions, afin d'en dégager des éléments uniques ou caractéristiques. Dans un autre registre, les populations chrétiennes assyro-chaldéennes d'Irak et d'Iran font référence aux Assyriens antiques afin de se différencier des populations arabes musulmanes de ces pays.

### Conciliation et réconciliation des mémoires
Le roman national, enfin, peut permettre une conciliation ou une réconciliation des mémoires ou de franges de la population. Ernest Renan, dans Qu'est-ce qu'une nation ?, écrit que « l’oubli, et même l’erreur historique, sont un facteur essentiel de la création d’une nation ». Nicole Loraux souligne que l'Athènes antique a procédé, en 403 av. J.-C., à une amnésie volontaire afin de réconcilier la population après la guerre civile

## Sources

### Programmes scolaires en France
Le roman national peut être mis en forme par l'État via les programmes scolaires. L'école est alors un vecteur de diffusion majeur. Les manuels d'histoire d'Ernest Lavisse jouent un rôle déterminant dans la création du roman national en France sous la IIIe République. Elle permet de construire la société républicaine française et écrit l'Histoire de France de manière téléologique. En affirmant l'État-nation, elle permet de créer une communauté imaginée.

### Politiques
En France en septembre 2016, plusieurs candidats à la primaire de la droite, notamment Nicolas Sarkozy, estiment que l'histoire doit être enseignée comme un « récit national », en vantant les racines gauloises du pays.
En 2024, Laurent Wauquiez, et son parti LR, qui a la majorité au conseil régional Auvergne Rhône-Alpes glorifient le « roman national » et ont souhaité qu'il soit incarné par « Raconte-moi la France », spectacle itinérant qui propose une vision nationaliste de l’histoire de France, un projet porté par Laurent Wauquiez, a souligné Sophie Rotkopf, élue à la culture lors de la conférence de presse le présentant le 18 septembre 2024.

### Journalisme et fiction
Le roman national est généralement écrit à plusieurs mains. Il est pétri par l'activité de journalistes, d'auteurs, de romanciers, etc. Les historiens du XIXe siècle ont joué un rôle majeur en tant qu'ils ont écrit des essais historiques mettant en valeur une histoire narrée de la nation française, de ses origines jusqu'à la modernité.

## Critiques et limites

### En France
La question du roman national revient dans le débat public de manière régulière.
Le roman national, en ce qu'il conduit à tordre l'Histoire et à la rendre de manière biaisée, est critiqué à partir des années 1990. L'historien Pierre Nora considère que la nation, « n'[étant] plus un combat mais un donné », peut se permettre de ne plus être sous-tendu par un roman national. La question de l'enseignement du roman national fait l'objet de débats.
En 2022, un collectif d'historiens publient un ouvrage intitulé Éric Zemmour contre l'histoire dans lequel certaines affirmations inexactes ou erronées sur l'histoire de France émises par le polémiste à l'occasion de ses prises de parole publiques sont démenties. Cet ouvrage traite notamment de la manière dont l'histoire de France, lorsqu'elle est romancée, permet à des mouvances réactionnaires ou nationalistes de fantasmer l'identité nationale afin de promouvoir une idéologie chauviniste.

### Roman national juif
Le plus célèbre des cas est encore, pour ce qui est du peuple  juif, la première partie de la Bible : tout ce qui est postérieur à la légende d'Abraham mais antérieur aux historiques rois David et Salomon. Notamment Moïse, l'esclavage en Egypte, l'exode, la Terre promise. Il n'y a aucune trace archéologique de ces épisodes. Voir à ce sujet les travaux d'Israël Finkelstein qui, lui, a surtout  constaté une grande continuité dans le peuplement local cananéen et l'aménagement du territoire. Tout ceci a donc vraisemblablement  été ajouté sous le règne du roi Josias ( - 640) et pour venir à l'appui de sa politique.